# Bataille de Berne
Vous lisez un « bon article » labellisé en 2015.
Le match de football Brésil - Hongrie du 27 juin 1954, surnommé la « bataille de Berne », est devenu pour différentes raisons un épisode important de l'histoire du football. Comptant pour les quarts de finale de la Coupe du monde de 1954, il s'agit de la première confrontation entre l'équipe du Brésil et celle de Hongrie, considérées alors comme deux des meilleures sélections du monde.
La rencontre est l'affiche la plus attendue des quarts de finale en raison de la qualité des deux équipes. Elle est marquée par une violence inhabituelle, notamment de la part des Brésiliens, très « nerveux ». Les Hongrois fêtent ostensiblement leurs buts devant des supporteurs brésiliens échauffés. En fin de match, l'arbitre est contraint d'expulser plusieurs joueurs, dont Nílton Santos et le capitaine hongrois József Bozsik, ce qui ne suffit pas à réduire la tension sur le terrain.
À l'issue du match remporté par les Hongrois, les supporteurs brésiliens envahissent le terrain tandis que les joueurs se dirigent vers les vestiaires. Une bagarre générale éclate, entraînant plusieurs blessures. L'entraîneur Gusztáv Sebes reçoit une bouteille au visage. La Hongrie poursuivra toutefois son parcours jusqu'en finale.

## Contexte

### Une rencontre entre deux favoris au titre mondial

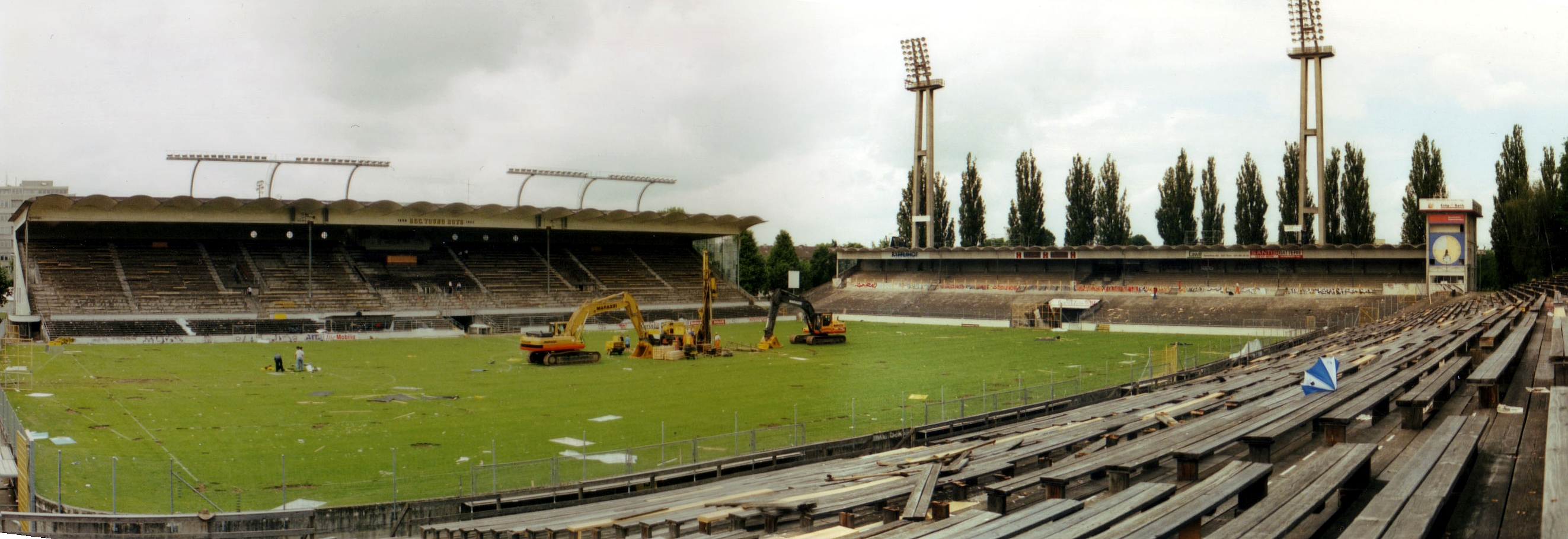
Le stade du Wankdorf, ici en cours de démolition en 2001, accueille la rencontre.

La Coupe du monde de football de 1954 est la cinquième édition de la Coupe du monde de football. Elle se tient en Suisse du 16 juin au 4 juillet 1954. Le tournoi adopte un système particulier au premier tour pour cette édition. Les 16 équipes sont normalement réparties dans quatre groupes de quatre. Chaque groupe comprend deux têtes de série qui ne s'affrontent pas et disputent donc deux matchs contre les deux autres équipes. C'est seulement en cas d'égalité de points entre elles pour la deuxième place qualificative du groupe qu'elles pouvaient être amenées à se rencontrer en match de barrage. Le Brésil et la Hongrie font partie des têtes de séries et figurent respectivement dans les groupes 1 et 2. La Hongrie remporte largement son groupe, tandis que dans l'autre poule le Brésil partage la première place avec la Yougoslavie. La moyenne (ou différence) de buts étant ignorée, un tirage au sort est effectué pour placer les deux qualifiés de cette poule dans le tableau des quarts de finale. Le Brésil hérite de la place numéro 2 et se voit donc opposé à la Hongrie (au lieu de la RFA si elle avait eu la première place). La sélection hongroise, invaincue depuis quatre ans, est considérée comme la meilleure du moment ; elle est la grande favorite du tournoi. Les autres favoris sont l'Uruguay, tenant du titre, et le Brésil, finaliste de l'édition précédente.
Le quart de finale entre le Brésil et la Hongrie, opposant deux des meilleures équipes du monde, est alors considéré par la presse locale comme la « finale officieuse » du tournoi, en estimant que le vainqueur du match aura de très fortes chances de remporter la victoire finale. Quand l'arbitre Arthur Ellis apprend qu'il doit arbitrer la rencontre, il déclare alors que ce sera l'une des plus belles rencontres qu'il aura le plaisir d'arbitrer,.
Les Brésiliens ne sont pas les favoris de cette rencontre. Toutefois, les Auriverdes voient en cette confrontation une occasion de redorer leur image après la finale perdue en 1950, vécue comme un drame national au Brésil.
Historiquement, il s'agit de la toute première confrontation entre les deux équipes.

### Parcours des deux équipes
L'Uruguay étant qualifié d'office, il ne reste qu'une place disponible en phase finale pour l'Amérique du Sud. Le Brésil remporte largement la poule unique des qualifications sud-américaines en gagnant tous ses matchs contre le Paraguay et le Chili. En Suisse, le Brésil est versé dans le groupe I comme tête de série, l'autre tête de série étant la France. Il bat le Mexique 5-0 le 16 juin, puis fait match nul 1-1 face à la Yougoslavie le 19 juin, résultats suffisants pour se qualifier pour les quarts de finale. Cependant le Brésil partage la première place du groupe avec la Yougoslavie (3 points chacun) et un tirage au sort est nécessaire pour placer les deux équipes dans le tableau des quarts de finale.
En préliminaires, la Hongrie se qualifie sans jouer à la suite du forfait de l'équipe de Pologne. Le tirage au sort la place dans le groupe II en tant que tête de série, l'autre tête de série étant la Turquie. Le 17 juin, elle s'impose 9-0 face à la Corée du Sud puis, le 20 juin, bat la République fédérale d'Allemagne 8-3 et s'adjuge ainsi la première place du groupe. Elle perd par contre Ferenc Puskás, l'un de ses meilleurs joueurs, sorti sur blessure face à l'Allemagne. Il apparaît que le sélectionneur allemand Sepp Herberger a choisi de ne pas aligner sa meilleure équipe face au onze magyar, préférant devoir jouer un match supplémentaire d'appui contre l'autre tête de série, la Turquie, d'un niveau manifestement plus faible et que l'Allemagne a facilement battu une première fois lors de la première journée.
Hongrois, premiers du groupe 1, et Brésiliens, seconds par tirage au sort du groupe 2, s'affrontent donc en quart de finale.

## Match Brésil-Hongrie

### Feuille du match
| 27 juin 1954                      | Brésil                                 | 2 - 4   | Hongrie                                           | Wankdorfstadion, Berne                                     |                                                            |
| 17:00 · Historique des rencontres | Djalma Santos 18e (pen.) · Julinho 65e | (1 - 2) | Hidegkuti 4e · Kocsis 7e, 88e · Lantos 60e (pen.) | Spectateurs : 40 000 Arbitrage : Arthur Ellis (Angleterre) | Spectateurs : 40 000 Arbitrage : Arthur Ellis (Angleterre) |
| 17:00 · Historique des rencontres | (Rapport)                              |         |                                                   | Spectateurs : 40 000 Arbitrage : Arthur Ellis (Angleterre) | Spectateurs : 40 000 Arbitrage : Arthur Ellis (Angleterre) |

| Brésil | Hongrie |

| GB              | 1  | Castilho      |                                 |
| DF              | 2  | Djalma Santos |                                 |
| DF              | 3  | Nílton Santos | (expulsé à la 71 ou 73e minute) |
| DF              | 4  | Brandãozinho  |                                 |
| ML              | 5  | Pinheiro      |                                 |
| ML              | 6  | Bauer         |                                 |
| AT              | 7  | Julinho       |                                 |
| AT              | 8  | Didi          |                                 |
| AT              | 19 | Índio         |                                 |
| AT              | 17 | Maurinho      |                                 |
| AT              | 18 | Humberto      | (expulsé à la 79e minute)       |
| Sélectionneur : |    |               |                                 |
| Zezé Moreira    |    |               |                                 |

| GB              | 1  | Gyula Grosics    |                                 |
| DF              | 2  | Jenő Buzánszky   |                                 |
| ML              | 3  | Gyula Lóránt     |                                 |
| DF              | 4  | Mihály Lantos    |                                 |
| DF              | 5  | József Bozsik    | (expulsé à la 71 ou 73e minute) |
| ML              | 6  | József Zakariás  |                                 |
| AT              | 7  | József Tóth      |                                 |
| AT              | 8  | Sándor Kocsis    |                                 |
| AT              | 9  | Nándor Hidegkuti |                                 |
| AT              | 11 | Zoltán Czibor    |                                 |
| AT              | 20 | Mihály Tóth      |                                 |
| Sélectionneur : |    |                  |                                 |
| Gusztáv Sebes   |    |                  |                                 |

| Arbitres assistants : William Ling (Angleterre) Paul Wyssling (Suisse) |

### Déroulement de la rencontre
Le match se déroule dans une atmosphère d'une rare violence,. Après pratiquement chaque but, les joueurs viennent provoquer les supporters adverses, ce qui fait progressivement monter la tension entre les deux équipes. Nílton Santos et Humberto sont expulsés pour « brutalités ». Le milieu brésilien Didi frappe un joueur hongrois. Cette rencontre sera surnommée par la presse la « bataille de Berne ».

#### Première mi-temps

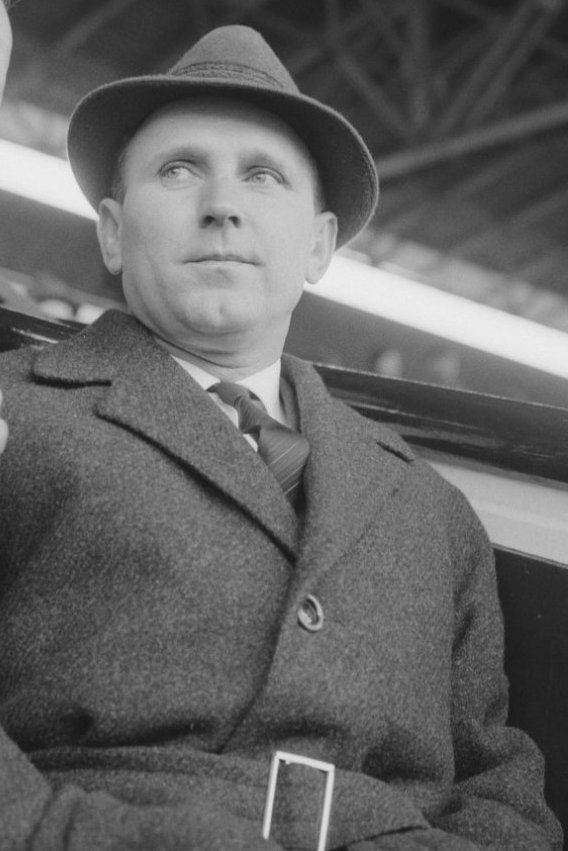
Nándor Hidegkuti, ici en 1965, inscrit le premier but de la rencontre après seulement quatre minutes.

Au coup d'envoi, une pluie battante tombe sur le Stade du Wankdorf, rendant le terrain glissant et le ballon difficile à contrôler.
La rencontre démarre sur un rythme soutenu, impulsé par l'équipe hongroise qui pratique un football « étincelant » lui permettant de mener 2-0 au bout de dix minutes. Nándor Hidegkuti ouvre la marque dès la quatrième minute tandis que Sándor Kocsis double la mise à la 7e minute, reprenant de la tête un tir d'Hidegkuti,. Peu après le premier but, Gyula Lóránt vient rire avec mépris au visage de l'arbitre Arthur Ellis qui vient de le rappeler à l'ordre pour une faute. Le deuxième but irrite fortement les Brésiliens, d'autant plus que les Hongrois continuent d'attaquer et dominent techniquement cette première mi-temps.
Entre la 17e et la 18e minute, un penalty est accordé à l'équipe du Brésil. Alors qu'aucun Brésilien ne souhaite le frapper, c'est finalement le latéral droit Djalma Santos qui le transforme, ce qui permet à son équipe de réduire l'écart. Santos considère a posteriori ce pénalty comme le plus difficile à marquer de sa carrière. Il explique dans une interview « Didi s'écarte, Julinho aussi et j'entends que sur le banc, ils crient : 'Vas-y, Djalma !'. À quoi je réponds : 'Moi ?' Et eux : 'Oui !'. J'ai eu de la chance d'avoir marqué car sinon, on ne me l'aurait jamais pardonné ».
Le jeu se durcit progressivement. Cependant le Brésil et la Hongrie montrent leurs plus grandes qualités, avec notamment des combinaisons collectives hongroises et des coups d'éclats individuels brésiliens, sans toutefois réussir à faire bouger le score. À la pause, le score est toujours de 2-1, ce qui laisse aux Brésiliens l'espoir d'inverser la tendance en deuxième mi-temps.

#### Deuxième mi-temps
Au retour des vestiaires, le duo d'ailiers formé par Zoltán Czibor et Mihály Tóth continue de presser la défense brésilienne grâce à un jeu fluide, très représentatif de ce qui caractérise à cette époque l'équipe de Hongrie depuis 1950. Cependant, les arrières brésiliens, et notamment Djalma Santos, parviennent à les neutraliser.

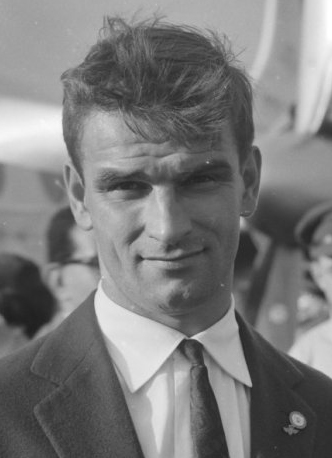
Sándor Kocsis réalise un doublé, avec notamment le dernier but, anéantissant les espoirs brésiliens.

À la 60e minute, un nouveau penalty est accordé, cette fois-ci en faveur de l'équipe de Hongrie. La confusion règne alors dans la surface de réparation, le penalty, sifflé en raison d'une main de Pinheiro, étant immédiatement contesté par les Brésiliens. Au moment du coup de sifflet de l'arbitre, certains Hongrois pensent même que la faute vient de l'un de leurs attaquants. Mihály Lantos convertit le penalty, permettant à son équipe de mener 3-1. Ce fait de match est considéré par les observateurs comme un tournant et marque le début d'une rapide détérioration du jeu des deux équipes,. Quelques minutes plus tard, Nándor Hidegkuti, victime d'un choc, tombe au sol inanimé tandis que Nílton Santos simule une blessure. À la 65e minute, Julinho parvient à percer le bloc défensif hongrois en passant par l'un des couloirs latéraux. Il tire et marque, permettant à son équipe de revenir à 3-2.
Peu après le deuxième but brésilien, la tension explose entre le capitaine hongrois József Bozsik et le défenseur brésilien Nílton Santos. À la 71e (ou 73e) minute de jeu, les deux joueurs, qui ont commencé à se bagarrer, sont expulsés par l'arbitre Arthur Ellis. Le Brésil élève alors l'intensité de ses attaques, tentant désespérément d'égaliser. À la 79e minute, l'attaquant brésilien Humberto est l'auteur d'un tacle très irrégulier sur Gyula Lóránt, qui lui vaut d'être à son tour expulsé par l'arbitre. Juste après l'expulsion, Lóránt se relève sans aucun signe de douleur, ce que certains observateurs interprètent comme la preuve d'une simulation de la part du joueur. Cette fin de match est marquée d'une part par une extrême combativité des joueurs brésiliens devant les buts, avec de très belles attaques, et d'autre part par une défense étonnamment rude et plutôt irrégulière.
Finalement, la Hongrie se met à l'abri en toute fin de rencontre grâce à un quatrième but marqué par Sándor Kocsis, de la tête, après un centre de Zoltán Czibor. Kocsis signe ainsi un doublé. Les Brésiliens réalisent alors qu'ils ne verront pas les demi-finales.

#### Bagarre générale
Au coup de sifflet final, des photographes et supporteurs brésiliens envahissent le terrain. Dans la confusion, des violences éclatent entre joueurs, supporteurs, journalistes, photographes ainsi que l'encadrement technique des deux équipes,.
Ulcérés, des joueurs Auriverdes se dirigent vers les vestiaires hongrois et une bagarre générale éclate dans le tunnel,. Plusieurs membres de chaque équipe sont blessés, dont le sélectionneur hongrois Gusztáv Sebes, atteint au visage, tout comme un spectateur pris dans la bataille. Ferenc Puskás, qui ne faisait pourtant pas partie des joueurs alignés par Sebes côté hongrois, participe à la bagarre en lançant des bouteilles vides. Selon d'autres versions, Puskás aurait frappé un spectateur et le Brésilien Pinheiro. Dans son autobiographie, le principal intéressé déclare qu'il aurait saisi avec virulence un joueur brésilien pour venger son sélectionneur qui venait de recevoir une bouteille au visage. Il aurait ensuite laissé le joueur « terrorisé » partir sain et sauf.
Les Brésiliens ont cassé toutes les ampoules des vestiaires avec des projectiles ce qui fait qu'une grande partie de la bagarre se déroule dans la pénombre. La police doit intervenir pour stopper les violences,. Au moins deux policiers sont blessés. Au moins cinq personnes sont blessées dans le couloir menant aux vestiaires.
Des joueurs et membres de l'encadrement des deux équipes ayant participé aux violences et aux jets de projectiles, il est difficile de dire lequel des deux camps a commencé, comme l'indique le journal bernois Der Bund le 29 juin 1954.

### Statistiques
Avec 42 fautes constatées, deux penaltys, quatre avertissements et trois expulsions, le match présente des statistiques qui sortent de l'ordinaire. La « Bataille de Berne » aura conservé le record du plus grand nombre d'expulsions au cours d'un seul match de Coupe du monde jusqu'en 2006, où le record est égalé lors d'un match entre la Croatie et l'Australie.
Ce match est le seul de la Coupe du monde 1954 où sont prononcées des expulsions. De ce fait, le Brésil est la sélection ayant eu le plus de joueurs expulsés durant le tournoi.
Le match, au cours duquel six buts sont marqués, est au-dessus de la moyenne de la compétition, à savoir 5,4 buts par match. Toutefois, les deux équipes ont marqué un peu moins que lors de leurs matchs précédents. La moyenne de la Hongrie à la fin du tournoi se monte à 5,4 buts par rencontre, celle du Brésil à 2,67 buts par match.

## Conséquences et réactions
Le Brésil, vice-champion sortant, est éliminé de la Coupe du monde 1954 en quarts de finale tandis que la sélection hongroise, grande favorite du tournoi, se qualifie pour les demi-finales où elle affronte l'Uruguay.
La rencontre Brésil-Hongrie, surnommée a posteriori « Bataille de Berne », est considérée comme l'une des plus irrégulières de l'histoire de la Coupe du monde (les qualificatifs « infâmes » ou encore « sales » étant souvent utilisés).
Le sélectionneur hongrois Gusztáv Sebes déclare : « c'était une bataille, un match brutal et sauvage ». De son côté, le sélectionneur brésilien Zezé Moreira, particulièrement déçu, affirme dans des propos relayés par la presse norvégienne le 28 juin 1954 que son équipe aurait dû gagner ce match.
Les observateurs et journalistes sortent choqués par la violence du match. Dans son livre, How They Stole The Game (en français : « Comment ils ont volé le jeu »), David Yallop déclare même que « si la Bataille de Berne était aujourd'hui diffusée à la télévision, il faudrait un avertissement pour les personnes nerveuses ». Preuve de cette violence exacerbée, Gusztáv Sebes, blessé au visage, doit se faire poser des points de suture.
Pour éviter toute dérive lors du match suivant opposant la Hongrie à l'Uruguay, les organisateurs demandent à l'Armée suisse d'assurer la sécurité dans le stade.
Par la suite, la Fédération internationale de football association ne prend aucune mesure de discipline envers les joueurs impliqués dans la bagarre ou ayant participé à des actions violentes au cours du match. En effet, la Fédération considère que cela relève de la compétence des institutions brésiliennes et hongroises. Selon l'arbitre Arthur Ellis, la FIFA a peur des réactions des fédérations nationales en cas de sanctions. Elle inflige donc un simple blâme aux fédérations brésilienne et hongroise. Outré, l'arbitre Arthur Ellis demande à József Bozsik s'il a été suspendu par sa fédération, mais le capitaine hongrois lui répond qu'on ne sanctionnait pas les personnes haut placées (les joueurs hongrois sont alors extrêmement populaires dans leur pays). Pourtant la FIFA avait demandé aux fédérations nationales d'appliquer des sanctions envers les joueurs exclus par l'arbitre lors du match. Décrivant les joueurs du match comme des « animaux », Ellis déplore le manque de réaction de la FIFA envers les joueurs.
Même si ce match a durement touché les deux équipes et notamment celle du Brésil, qui voit un nouveau cauchemar après la défaite de 1950 contre l'Uruguay, les journalistes Soar et Tyler analyseront plusieurs années après la Bataille de Berne que ce match aura été bénéfique pour les Auriverdes. En effet, la Fédération brésilienne considère ces défaites comme de la « fragilité émotionnelle et mentale lors des moments cruciaux ». L'équipe brésilienne est largement remaniée et retrouve directement les succès, avec plus de discipline, lors des Coupes du monde 1958 et 1962, que le Brésil gagnera.
Par ailleurs, la Hongrie avait prévu une tournée en Amérique du Sud et plus particulièrement au Brésil, peu après la Coupe du monde ; après ces évènements, la fédération hongroise décide de ne pas se rendre au Brésil. Les deux équipes ne rejoueront entre elles que lors de la Coupe du monde de 1966, soit douze ans après ce match, et la Hongrie l'emportera à nouveau.

## Révolutions tactiques

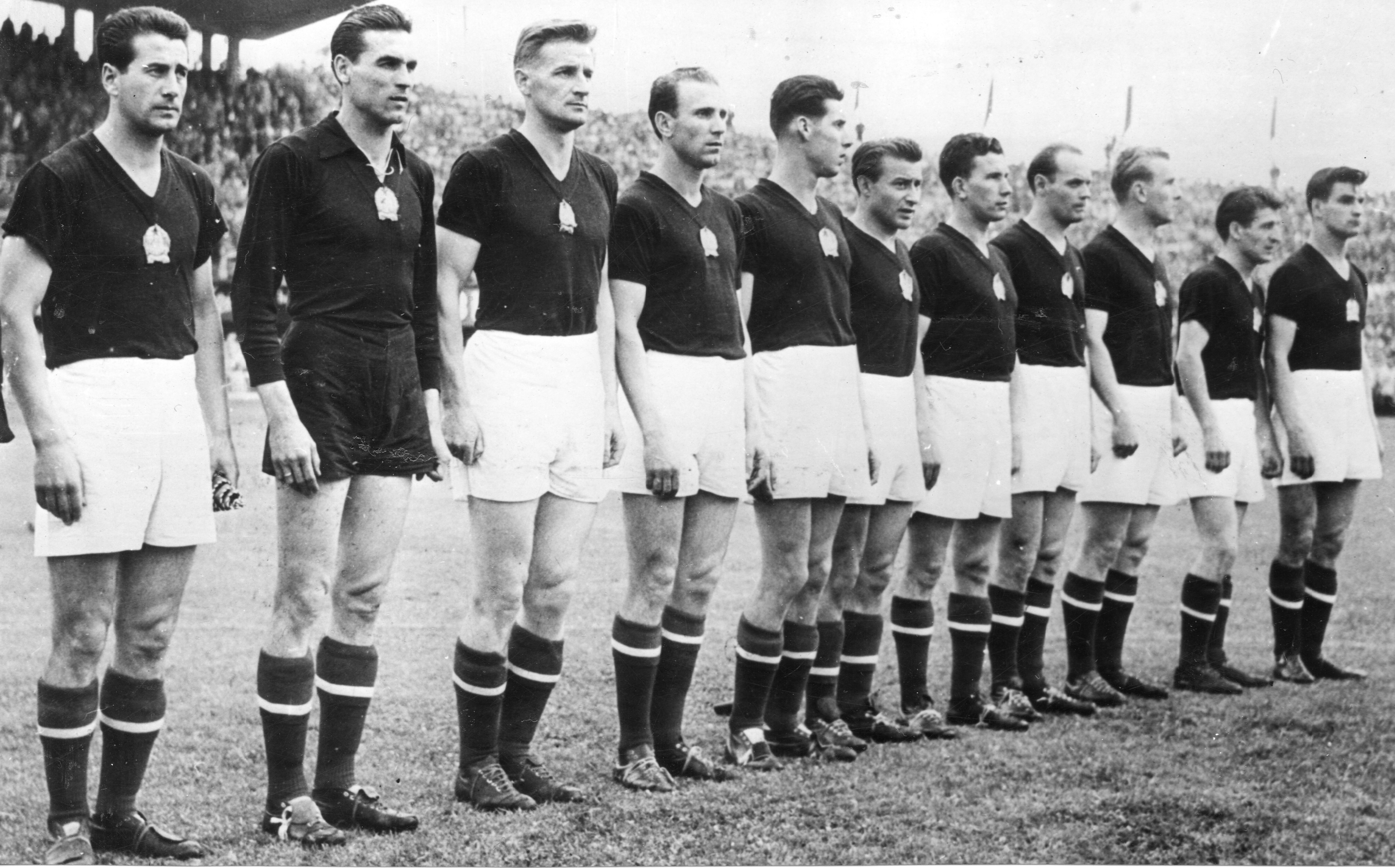
L'équipe de Hongrie en 1954 (ici en demi-finale).

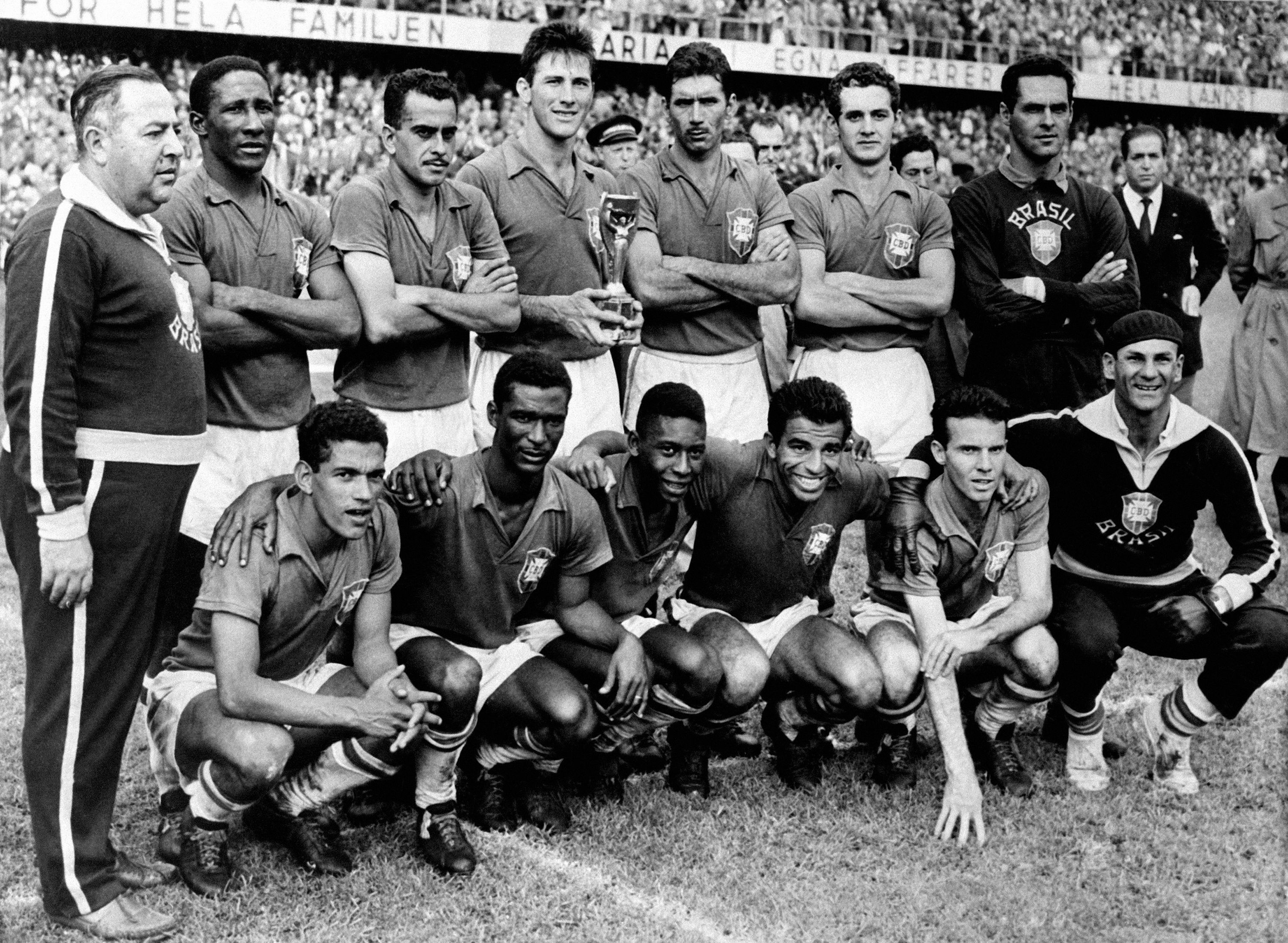
L'équipe du Brésil victorieuse quatre ans plus tard s'inspire largement des innovations de Sebes.

La rencontre entre les deux sélections a également été analysée comme un symbole des évolutions tactiques du football de l'époque.
En effet, l'entraîneur hongrois Gusztáv Sebes est considéré comme un des pères du dispositif tactique en « 4-2-4 », extrêmement novateur pour l'époque, qui s'oppose au dispositif en « WM » alors tout-puissant et principalement utilisé par les équipes anglaises,,,. Il révolutionne les habitudes de l'époque en inversant complètement les fonctions et les positions de l'avant-centre (portant traditionnellement le numéro 9) et des inters (numéros 8 et 10), le numéro 9 se retirant du front de l'attaque au profit des numéros 8 et 10,,.
Ce nouveau positionnement entraîne également l'utilisation d'une nouvelle technique de marquage : le marquage de zone succède au marquage individuel du WM,, et rend ainsi « initiative, liberté et esprit de solidarité aux quatre défenseurs ». Ferenc Puskas résume ainsi cette tactique : « Lorsque nous attaquions, tout le monde attaquait. En défense, c'était pareil. Nous étions les précurseurs du football total », bien que Sebes préfère parler de « football communiste ».
Pour élaborer son système, on considère que Sebes reprend et rationalise une idée de jeu déjà entrevue dès les années 1930 par les Tchécoslovaques mais également par les Brésiliens eux-mêmes.

La Bataille de Berne se déroule donc sur fond de renouvellement tactique du football mondial entre deux sélections friandes de nouvelles expérimentations. De plus, la rencontre a par la suite des conséquences sur le style de jeu des Auriverdes dans la mesure où l'équipe brésilienne alignée lors de la Coupe du monde 1958 s'inspire largement des innovations hongroises en termes de stratégie,. À ce propos, pour illustrer cette évolution tactique se jouant entre Hongrie et Brésil, le journaliste et historien du football Jean-Philippe Réthacker écrit en 1973 :

« Il apparaît normal que le WM et sa discipline froide comme l'acier soient d'inspiration britannique, tout comme il est logique que le retour à la liberté, à l'astuce et à la fantaisie ait pris naissance dans le pays des violons tziganes pour se poursuivre dans celui des sambas… »

— Jean-Philippe Réthacker, Joies du football

## Couverture médiatique
L'information est relayée à un niveau international.
Les journaux suisses francophones sont partagés : la Feuille d’avis de Neuchâtel évoque « une partie décevante et mal arbitrée », remettant notamment en cause les penalties, tandis que L'Impartial critique les joueurs brésiliens, qui, selon ce journal, « ne supportant pas la défaite, provoquèrent des bagarres ». Du côté sportif, la Feuille d’avis de Neuchâtel salue le « beau jeu d'équipe et la cohésion générale » de la Hongrie, tombée sur un Brésil « plus vif, plus précis, mais trop indiscipliné ». Les principaux journaux bernois de langue allemande relatant le match sont Der Bund, le Berner Tagblatt et la Berner Tagwacht. Toutefois, il ne fait la une d'aucun de ces journaux, dans la mesure où l'information est reléguée au second plan par un autre événement international : le quarantenaire de l'attentat de Sarajevo, ayant provoqué la Première Guerre mondiale.
En revanche, au Royaume-Uni, la couverture médiatique est bien plus forte et de nombreux journaux accordent une place en première page à l'événement. Parmi eux, le Daily Mirror, le Manchester Guardian et le Daily Telegraph. Le seul journal majeur à ne pas couvrir l'événement en une est The Times. Davantage que le contenu sportif du match, c'est surtout sa violence qui est traitée par les journalistes. Et de manière générale, les commentateurs britanniques attribuent celle-ci à la « sauvagerie » des « nègres » de la sélection brésilienne, vocabulaire encore habituel dans le contexte de l'Après-guerre et des débuts timides de la décolonisation.
Le Times du 28 juin 1954 livre le commentaire suivant : « Jamais dans ma vie je n'ai vu de tacles si cruels, de tels fauchages d'adversaires, suivis par des attitudes menaçantes et des petits coups sournois quand l'autorité était engagée partout ailleurs ». Un journaliste anglais déclare que ce match n'était qu'une « orgie de tactiques violentes, de challenges brutaux et de simple méchanceté ». Le Glasgow Herald, compare les joueurs brésiliens à des « créatures choquantes » loin de l'idéal britannique du gentleman footballeur. Ce journal écossais critique surtout la violence des Auriverdes (des « animaux ») et présente les Hongrois comme victimes de la brutalité de leurs adversaires.
En France, le journal communiste L'Humanité attribue l’entière responsabilité du pugilat aux joueurs brésiliens, en les qualifiant de « mauvais perdants ». Le journal sportif L'Équipe titre le lendemain « Le Brésil éliminé par la Hongrie après un match explosif », comparant par la suite les joueurs brésiliens à des « émeutiers ».
La presse brésilienne est toutefois plutôt clémente avec son équipe nationale : bien qu'éliminés, les joueurs de la sélection sont considérées comme des héros, un journal titrant même « Gloire à ceux qui savent se battre ».
Non diffusé à la télévision, aucune vidéo professionnelle du match n'existe ; toutefois, de rares enregistrements audio partiels sont disponibles du match.